# فضلی مزلان
فضلی مزلان (انگلیسی: Fazly Mazlan؛ زادهٔ ۲۲ دسامبر ۱۹۹۳) بازیکن فوتبال است.
از باشگاه‌هایی که در آن بازی کرده‌است می‌توان به باشگاه فوتبال جوهر دارالتعظیم اشاره کرد.
وی همچنین در تیم ملی فوتبال مالزی بازی کرده‌است.